# Ternhill
Ternhill – wieś w Anglii, w hrabstwie Shropshire. Leży 24 km na północny wschód od miasta Shrewsbury i 226 km na północny zachód od Londynu.